# 刘永 (微电子学家)
刘永，中华人民共和国教育部长江学者特聘教授，电子科技大学光电科学与工程学院院长、教授，主要从事光学与光电子、光纤通信等领域的研究工作。

## 生平
1987至1994年，就读于电子科技大学光电子技术系，后留校任教。曾在荷兰埃因霍温技术大学电子工程系从事博士后研究工作。